# DSR-SE
DSR-SE eller De Studerendes Råd – Studentersamfundet Esbjerg, og er studenterorganisationen på Aalborg Universitet Esbjerg. DSR-SE består af et forretningsudvalg bestående af 8 personer og 1 formand, samt 2 suppleanter. Udover forretningsudvalget er der to underudvalg: Aktivitetsudvalget (AU) og De Studerendes Sikkerhedsudvalg (SSU). DSR-SE har pr. maj 2002 ca. 320 medlemmer.